# South Bend, Indiana
South Bend este o localitate, municipalitate și sediul comitatului, Saint Joseph, statul Indiana, Statele Unite ale Americii.

## Personalități născute aici
- Dean Norris (n. 1963), actor.